# Зафара
Зафара (на словенски: Zafara) е село в Словения, регион Югоизточна Словения, община Жужемберк. Според Националната статистическа служба на Република Словения през 2015 г. селото има 45 жители.